# Vladan Kujović
Vladan Kujović (* 23. August 1978 in Niš) ist ein serbischer Fußballspieler.

## Spielerkarriere

### Serbien und Belgien
Vladan Kujović begann mit dem Fußball in seiner serbischen Heimat, wechselte jedoch mit 19 Jahren nach Belgien. Bei Eendracht Aalst spielte er in seinen beiden letzten Spielzeiten als Stammtorwart in der 1. Division, ehe er zum niederländischen Ehrendivision-Club Roda Kerkrade wechselte, da Aalst neugegründet werden und in der 3. Liga neuanfangen musste, nachdem der Club zahlungsunfähig war.

### Roda Kerkrade / UD Levante
In den fünf Jahren von 2002 bis 2007 war er stets erste Wahl bei den Niederländern. In seiner letzten Saison bei Roda, 2006/2007 war er nach Heurelho Gomes von Meister PSV Eindhoven der Torwart mit den wenigsten Gegentoren. Im Sommer 2007 wagte er den Schritt in die spanische Primera División zu UD Levante, wo er nach dem Abgang von José Francisco Molina und Pablo Cavallero als zweiter Torwart fungieren sollte. Da jedoch mittlerweile der erste Torwart, der vom AC Mailand ausgeliehene Marco Storari aufgrund ausstehender Gehaltszahlungen den Verein verlassen hat, konnte Vladan Kujović dessen Platz im Tor der Levantiner übernehmen.

### Rückkehr
Nach dem Abstieg Levantes wurde fast der gesamte Kader neu aufgestellt und somit musste auch Vladan Kujović den Verein verlassen. Er unterschrieb im Sommer 2008 einen Ein-Jahres-Vertrag beim damaligen belgischen Zweitligisten Lierse SK. Nachdem er zunächst zwei Jahre Stammtorhüter in Lier war kam er in der ersten Hälfte der Saison 2010/11 nur noch sechsmal zum Einsatz. Er löste seinen Vertrag im Januar 2011 auf und schloss sich wenige Tage später dem niederländischen Erstligisten Willem II aus Tilburg an.
Kujović besitzt neben dem serbischen auch einen belgischen Pass.

### Erfolge
- Belgischer Pokalsieger: 2015